# Tratayenia
Tratayenia byl rod teropodního dinosaura z kladu Megaraptora, žijícího na území dnešní Argentiny v období pozdní křídy (věk santon, asi před 86 až 83 miliony let). Fosilie dinosaura byly objeveny v sedimentech souvrství Bajo de la Carpa. Typový a jediný dnes známý druh T. rosalesi byl formálně popsán mezinárodním týmem paleontologů v březnu roku 2018.

## Popis
Tratayenia byl značně velký dravý teropod o délce až kolem 10 metrů. Stejně jako ostatní megaraptoři měl zřejmě velké ostré drápy na předních končetinách, které mu mohly sloužit při lovu kořisti.

## Systematika
Tento druh patřil do kladu Avetheropoda a konkrétně Megaraptora, jeho blízkými příbuznými tedy byly rody Maip, Megaraptor, Murusraptor, Aerosteon, Australovenator a Orkoraptor.

## Paleoekologie
Tratayenia obývala prostředí dávné záplavové nížiny a spolu s ní se v daném ekosystému vyskytovalo také množství drobných obratlovců (ještěrů, hadů, želv a praptáků) i krokodýlů a dalších dinosaurů (například sauropod Traukutitan nebo abelisauridní teropod Viavenator). Fosilie byly objeveny ve velmi bohatých sedimentech souvrství Bajo de la Carpa s vysokou biodiverzitou dinosaurů i jiných obratlovců.